# Luciano De Bruno
Luciano Ángel De Bruno (Rosario, 8 giugno 1978) è un ex calciatore argentino, di ruolo centrocampista.

## Carriera
Ha giocato nella massima serie dei campionati argentino, messicano, israeliano, cipriota ed ecuadoriano.